# Armentières-en-Brie
Armentières-en-Brie är en kommun i departementet Seine-et-Marne i regionen Île-de-France i norra Frankrike. Kommunen ligger i kantonen Lizy-sur-Ourcq som tillhör arrondissementet Meaux. År 2022 hade Armentières-en-Brie 1 196 invånare.

## Befolkningsutveckling
Antalet invånare i kommunen Armentières-en-Brie
| Referens: INSEE |